# Acanthofungus ahmadii
Acanthofungus ahmadii är en svampart som först beskrevs av Boidin, och fick sitt nu gällande namn av Sheng H. Wu, Boidin & C.Y. Chien 2000. Acanthofungus ahmadii ingår i släktet Acanthofungus och familjen Stereaceae.   Inga underarter finns listade i Catalogue of Life.